# 安陆县
安陆县，中国旧县名，在今湖北省境内。
楚国置安陆县，其县境包括今孝感市市域、武汉市长江以北区域，以及京山市、天门市、仙桃市部分。历经多次变更，辖区逐步缩小。1987年，撤县设市，是为今安陆市。

## 先秦时期
春秋时期，楚国灭鄖國。当时政治习惯，楚国派出县公管理新征服的土地，依原有国名命名为某邑。最早可查的郧邑县公（郧公）是楚共王七年（前584年）的鍾儀。第二位有记录的郧公是楚昭王时期的鬬辛。一般推测楚国在战国中期、楚懷王时已在郧邑设置安陆县。1987年荆门市出土的包山楚簡《疋狱》，记载：“九月壬戍之日，□郢司惪□阳受期，十月辛巳之日，不□安陆之下隋里人屈犬、少宛阳申以廷，阩门又败”《疋狱》所述内容即安陆县下隋里的里人屈犬在县廷进行民事诉讼，书写的时间推测为前322年前后。这是最早纪录安陆县的文献。云梦睡虎地秦简提及秦昭王“廿九年（前278年）攻安陆”:10。
后世对“安陆”之名有多种说法，或总结为四种：一是地理说，1934年《湖北县政概况》指安陆县因“地势较高，地形多为平陆”，免于云梦泽的水口，安陆即取“安于陆地”之意；二是楚昭王赐名说，前506年，吴楚交兵，占领楚国郢都。外逃的楚昭王得到郧公鬬辛的保护。楚昭王复国后，赐名郧邑为“安陆”，取“安全的陆地”之意；三是移民说，何光岳根据《左传·昭公十七年》“庚午，遂灭陆浑，数之以其贰于楚也。陆浑子奔楚，其众奔甘鹿”的记载，前525年晋国灭陆浑后，陆浑国君率部奔楚，推测安置地在郧邑。安陆即“安置陆浑遗民的地方”之意；四是秦滅楚之戰说，原孝感县博物馆馆长宋焕文，推测是秦将白起在前278年占领郢都后，将新占领的郧邑取名“安陆”，取“安全的陆地”之意。提及陆浑移民说、秦滅楚之戰说两种说法的学者，指出前者的认同度较高:10。
楚国安陆县的县域根据后世记录，倒推可知此时县域范围广大。有指“其地南达长江，北依鄂北‘三关’（冥阨、直辕、大隧）与桐柏山相连，东望大别山区，西接大洪山区”。前278年，秦将白起攻楚，以郢设置南郡。前223年秦灭楚后，楚国划分为四郡。秦始皇二十八年（前219年），秦始皇南巡，路过安陆县:10。隶属南郡的安陆县大致管辖今孝感市市域、武汉市长江以北的汉口、汉阳、黄陂、东西湖等地以及天门市、仙桃市的部分。原来认为楚国和秦国时安陆县的县治在今安陆市。云梦睡虎地秦简发掘后，或认为在今云梦县:18，更进一步指出，在云梦县楚王城遗址。

## 西汉至清末
西汉初年的張家山漢簡《二年律令·秩律》提及，县分五等，安陆县属于第三等，县官称县长，秩级六百石。学者周振鹤等人据此推断当时安县陆是小县。西汉初期，以南郡析置江夏郡，属荊州刺史部。安陆县为江夏郡郡治。同时，将安陆县西部大洪山区划出，设立雲杜縣。云杜县辖区主体部分为今京山市，以及天门市、应城市一部分。学者潘新藻在《湖北省建制沿革·秦汉郡县》中指：“汉之安陆，包括（今）汉川、孝感、黄陂、汉阳、安陆、云梦、应城、京山等八县。”。学者陈宇则认为“汉之安陆县包括安陆、云梦、应城三县及汉川、孝感、黄陂、汉阳等地之各一部分”:10。东汉时，江夏郡迁治于西陵縣（今武汉市新洲区）。
三国时，安陆县的归属在曹魏、东吴之间多次易主。赤壁之戰后，孙权和刘备共分荆州。孙权占据江夏郡。安陆县与随县俱属曹魏。曹魏在安陆县的上昶筑城。清代道光《安陆县志》记，上昶在安陆西北五十三里。西晋灭吴后，江夏郡治由上昶迁回安陆县城。晉惠帝时，陶侃下属、安陆县人朱伺因同乡依附张昌造反，上疏请求以县东境另立新县。永兴二年（305年），分置滠阳县，在今武汉市汉口、黄陂区一带。东晋时，以沙羡县、安陆县部分，置沌阳县，在今汉川市南。
南北朝时的安陆县为南北军事要冲。刘宋永初年间，以安陆县东境析置孝昌县。孝建元年（454年），以江夏郡分置安陸郡，安陆县即郡治。大明八年（464年），省安陆郡，属安陆县。反又复置安陆郡。元徽四年（476年），改度司州，安陆县寄治司州。废江夏郡石阳县，即旧阳曲，并入。南梁天监六年（507年），南司州移镇安陆县。西魏设置安州。安陆县为州治。隋朝大业二年（606年），天下改州为郡，安陆县仍属安陆郡。唐朝武德四年（621年），平王世充，改为安州，安陆县为州治。
北宋开宝中，吉阳县并入安陆县。熙宁二年（1069年），云梦县并入安陆县。宣和元年（1119年），安州因是宋神宗潜藩，升为德安府，府治安陆县。咸淳七年（1271年），元兵攻打黃峴諸關，宋廷下诏徙德安府治於漢陽城頭山。元朝至元十六年（1279年），德安府府治彼自城頭山徙還，屬荊州湖北道宣慰司。
明朝洪武（1369年），始置安陆县，属湖广德安府，为府治。洪武九年（1376年），德安府降为德安州，属武昌府，安陆县、孝感县并入德安州。洪武十三年（1380年），德安州复升为德安府，置安陆县、孝感县。嘉靖十八年（1539年），置荊西道，德安府隶之，徙黃陂兵，在安陆县设守禦所。崇祯十六年（1643年）正月十三日，李自成遣羅汝才占据德安府城（安陆县城）。監軍道章曠、總兵毛顯文收复。不久，白旺攻陷府城。清朝顺治二年（1643年）四月，清军“蕩平逆賊州縣歸誠郡邑，屬悉如舊制”。

## 近代
中华民国初年，全国废府，德安府废，安陆县属湖北省鄂東道。1913年，属江汉道。1928年，废道，安陆县属第五行政督察区。1936年，属第三行政督察区。
1938年武汉会战期间，安陆县于10月26日沧陷。安陆县县长王襄和军政人员逃往大洪山避难。各乡保政权瓦解。安陆县政府最初迁至三里店西北围岭的凌氏祠，后迁至龙窝寺。抗日战争期间，中国共产党在此地展开活动。县域北部为中共安北工作委员会管辖，西部为中共安随县工作委员会管辖。1942年以后，中共政权在县域内设立隶属豫鄂边区第二行政区的两个抗日联合县——安应县、京安应县。1945年冬，安陆县政府迁回县城。
1947年，中華民國內政部编撰的《中華民國行政區域簡表》中，县域面积约为1405.36平方公里，人口240411人，为三等县:35。1949年4月，渡江战役开始后，中国人民解放军第四野战军向湖北进军。第四野战军第43军相继攻占了汉川、安陆、云梦、浠水等地县。随后，成立安陆县人民政府，属孝感专区。
自1949年起，安陆县历属孝感专区、武汉市、孝感专区、孝感地区。1987年9月，经中国国务院批准，安陆县撤县设市，自1988年1月起行使市建制职能。

## 备注
1. ↑  鄂北三关指今湖北省广水市的武胜关、平靖关，湖北省大悟县和河南罗山县的九里关。冥阨、直辕、大隧为春秋时期楚国北部的三个关隘名称。